# Sed
sed (stream editor) és una utilitat d'Unix que analitza text i implementa un llenguatge de programació que pot aplicar transformacions al text analitzat. Llegeix l'entrada sequencialment línia a línia i aplica l'operació que s'ha especificat per la línia d'ordres o a través d'un script i finalment mostra la línia transformada. Sed es va desenvolupar entre 1973 i 1974 com una utilitat d'Unix per Lee E. McMahon de Bell Labs, i avui és disponible per a la majoria dels sistemes operatius.